# Louise Armstrong
Pour les articles homonymes, voir Armstrong.
Louise Armstrong, née le 17 mars 1937 et morte le 10 août 2008, est une essayiste féministe américaine connue pour avoir écrit de nombreux ouvrages sur l'inceste,. Après la parution de son ouvrage Kiss daddy goodnight (1998) elle devient porte parole de l'analyse féministe sur ce sujet. Elle dénonce la pathologisation de l'inceste aux États-Unis, qui permet de masquer les rapports de domination et les souffrances  des enfants qui en sont victimes.